# Analyse d'un pétrole brut
L’analyse simplifiée de pétrole brut permet à l'acheteur potentiel d'avoir une première idée des qualités essentielles du brut et d'estimer grossièrement sa valeur. Les définitions de ces caractéristiques sont valables sur le plan international à quelques exceptions près.

## Caractéristiques générales
- Masse volumique à 15 °C/4 °C (15 °C par rapport à l'eau à 4 °C)
- Degré API (American Petroleum Institute)
- Viscosité en cSt à :
  - 0 °C
  - 20 °C
  - 37,8 °C
- Point d'écoulement en °C
- TVR à 37,8 °C en g/cm2 (TVR = tension de vapeur Reid)
- Teneur en eau en % volume
- Teneur en eau et en sédiments en % vol
- Soufre total en % poids
- Soufre mercaptans en % poids
- Hydrogène sulfuré en % poids
- Acidité en mg de KOH/g (KOH = potasse)
- Cendres en % poids
- Sels totaux en mg/l
- NaCl (NaCl = Chlorure de Sodium - sel de cuisine)
- Paraffines en % poids
- Asphaltènes en % poids
- Carbone Conradson en % poids
- Facteur de caractérisation UOP
- Nickel en mg/kg
- Vanadium en mg/kg
- Sodium en mg/kg

## Teneur en constituants légers
exprimée en % poids et % vol.
- Méthane
- Éthane
- Propane
- isobutane
- n-butane
- isopentane
- n-pentane

## Distillation TBP
L'acronyme TBP provient de « True Boiling Point », terme anglais signifiant « point d'ébullition véritable ».
Pour chaque fraction distillée, on donne :
- la température de distillation (PI= Point Initial et PF=Point Final) en °C
- le pour cent distillé en :
  -  % poids
  -  % volume
- Du point initial (PI) de distillation jusqu'à 100 °C, l'intervalle de distillation est de 5 °C.
- À partir de 100 °C jusqu'à 400 °C, l'intervalle de distillation est de 10 °C.
- Après 400 °C, l'intervalle de distillation est variable.

## Caractéristiques des coupes TBP
À partir de ces coupes (fractions) distillées, on détermine, selon leur nature, un certain nombre de caractéristiques spécifiques. Mais avant de les analyser, on les recombine pour avoir de grandes coupes réelles.
Note : L'ensemble des résultats de cette analyse est réuni dans une seule feuille pour qu'il soit plus pratique à manipuler. Une analyse complète peut représenter, selon la compagnie pétrolière, de 60 pages à 200 pages.

### Les coupes "Naphta total"
- C5 - 65 °C
- C5 - 80 °C
- C5 - 100 °C
- C5 - 150 °C
- C5 - 180 °C
- C5 - 225 °C

Pour ces coupes, on peut déterminer les caractéristiques telles que :
- les rendements en % poids et en % volume
- les densités 15/4
- les TVR en g/cm2
- NOR Clair (NOR=Nombre d'Otane Research)
- Soufre % poids
- RSH en ppm
- Point d'aniline en °C
- %vol d'aromatiques

### Naphtas légers
- C5 - 65 °C
- C5 - 80 °C
- C5 - 100 °C

Les caractéristiques suivantes sont à déterminer :
- les rendements en % poids et en % volume
- les densités 15/4
- la TVR
- Soufre en % poids

### Naphtas lourds
- 65 °C – 150 °C
- 65 °C – 180 °C
- 80 °C – 150 °C
- 80 °C - 180 °C

Les caractéristiques suivantes sont à déterminer :
- les rendements en % poids et en % volume
- les densités 15/4
- Point éclair en °C
- Point de congélation en °C
- le PONA en % vol (PONA= Paraffines, Oléfines, Naphtènes, Aromatiques)
- Soufre % poids
- RSH en ppm
- Point d'aniline en °C
- Arsenic en ppb

### Coupes kérosène
- - 150 °C - 225 °C
  - 150 °C - 250 °C
  - 180 °C - 225 °C
  - 180 °C - 250 °C

Pour ces coupes, les caractéristiques suivantes sont à déterminer :
- les rendements en %poids et en % volume
- les densités 15/4
- Point éclair en °C
- Point de congélation en °C
- couleur Saybolt
- Viscosité en cSt à -18 °C et à -34,4 °C
- point de fumée
- Soufre % poids
- RSH en ppm
- Point d'aniline en °C
- Aromatiques en %vol

### Coupes gasoil
- 150 °C - 350 °C
- 150 °C - 375 °C
- 150 °C - 400 °C
- 225 °C - 350 °C
- 225 °C - 375 °C
- 250 °C - 350 °C
- 250 °C - 400 °C

Pour ces coupes, les caractéristiques suivantes sont à déterminer :
- les rendements en % poids et en % volume
- les densités 15/4
- Point éclair en °C
- Point d'écoulement en °C
- Point de trouble en °C
- Viscosité en °E à : (°E = degrés Engler)
  - 20 °C
  - 50 °C
- point de fumée
- indice de cétane
- Soufre % poids
- Indice diesel
- Point d'aniline en °C
- carbone Conradson en % poids

### Distillats sous-vide
- 350 °C - 375 °C
- 375 °C - 400 °C
- 400 °C - 450 °C
- 450 °C - 510 °C
- 450 °C - 525 °C

Pour ces coupes, les caractéristiques suivantes sont à déterminer :
- les rendements en % poids et en % volume
- les densités 15/4
- Point éclair en °C
- Point d'écoulement en °C
- Paraffines en % poids
- Viscosité en °E à : (°E = degrés Engler)
  - 50 °C
  - 100 °C
- Azote en ppm
- Nickel en ppm
- Soufre % poids
- Vanadium en ppm
- carbone Conradson en % poids

### Résidus atmosphériques et sous-vide
- > 350 °C
- > 375 °C
- > 400 °C
- > 450 °C
- > 510 °C
- > 525 °C

Pour ces coupes, les caractéristiques suivantes sont à déterminer :
- les rendements en %poids et en % volume
- les densités 15/4
- Point éclair en °C
- Point d'écoulement en °C
- Paraffines en % poids
- viscosité en °E à : (°E = degrés Engler)
  - 50 °C
  - 100 °C
- cendres en % poids
- asphaltènes en % poids
- Soufre % poids
- Vanadium en ppm
- carbone Conradson en % poids